# Nikolaï Krymov
Nikolaï Krymov (en russe : Николай Петрович Крымов)  né le 3 mai 1884 à Moscou (Empire russe) et mort à dans cette ville (alors en Union soviétique) le 6 mai 1958, est un peintre et théoricien de l'art russe.

## Biographie

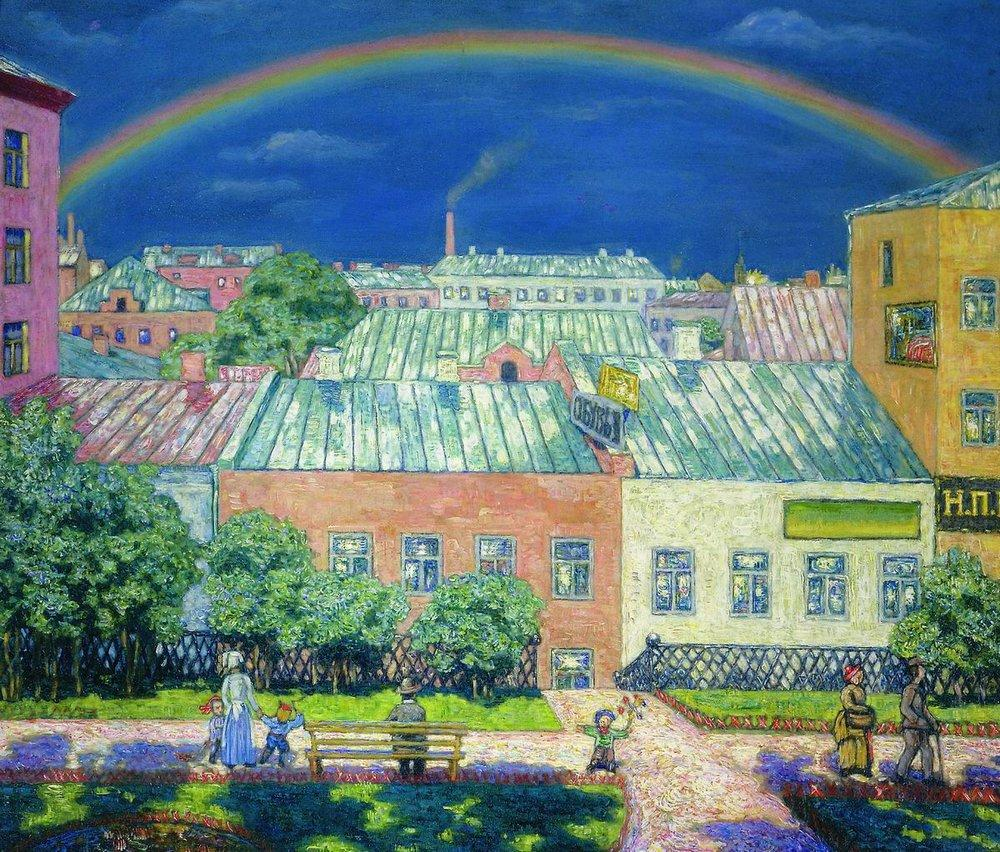
Nikolaï Krymov, Paysage moscovite à l'arc-en-ciel, 1908.

Nikolaï Krymov reçoit ses premiers cours d'art de son père, le peintre Piotr Krymov, qui peignait dans un style proche de celui des Ambulants (Peredvijniki). Krymov étudie également à l'école de peinture, de sculpture et d'architecture de Moscou, à l'origine dans le département d'architecture (1904-1907), puis de 1907 à 1911 dans l'atelier paysagiste d'Apollinary Vasnetsov. Il participe à l'exposition Rose Bleue (1907) et à des expositions de l'Union.